# 鹿児島純心女子短期大学
鹿児島純心女子短期大学（かごしまじゅんしんじょしたんきだいがく、英語: Kagoshima Immaculate Heart College）は、鹿児島県鹿児島市に本部を置く私立短期大学。1933年創立、1960年大学設置。大学の略称は純心短大、純短。

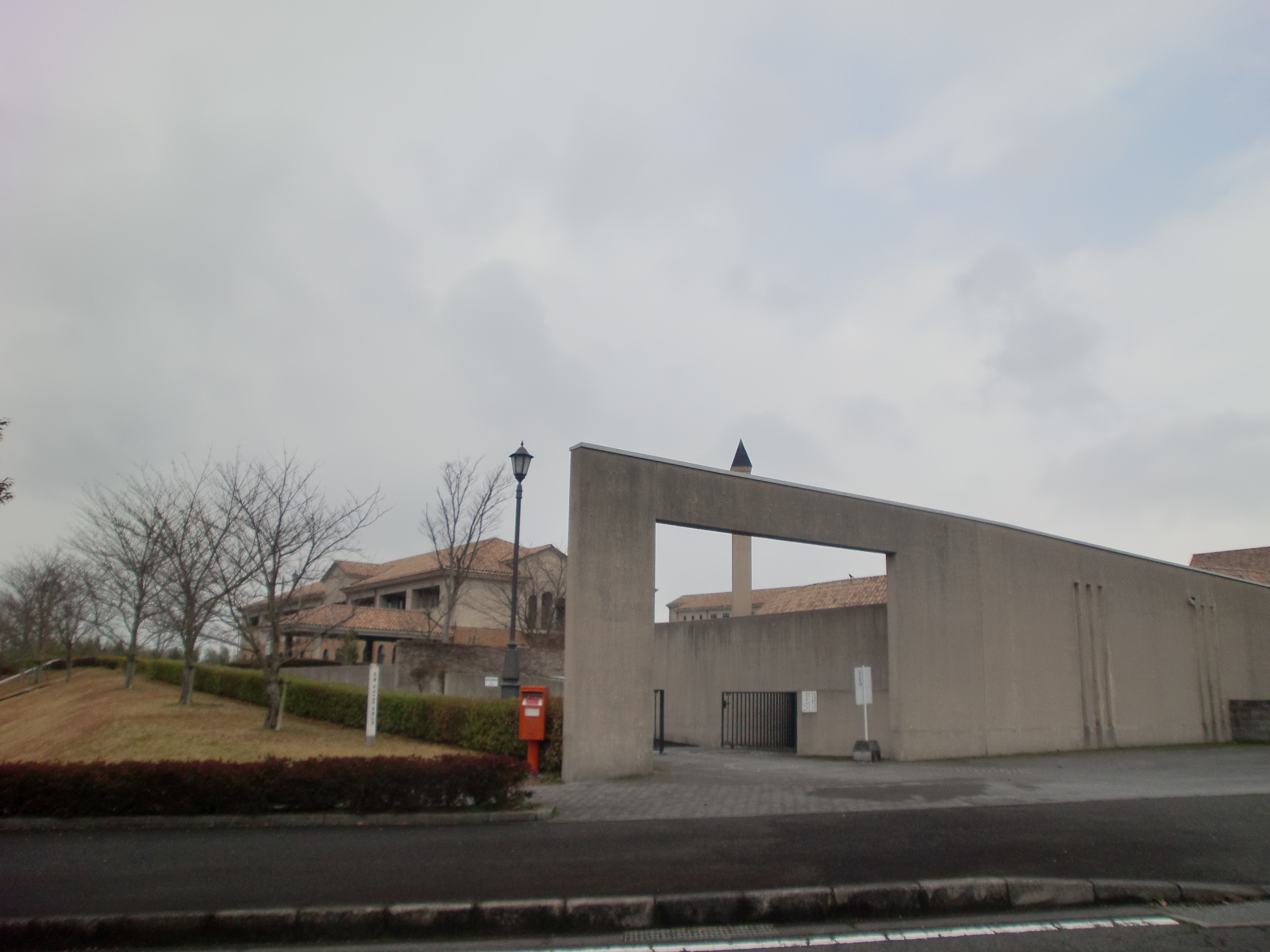
鹿児島純心女子大学の外観（2012年撮影）

## 概観

### 大学全体
- 鹿児島県鹿児島市に所在する日本の私立短期大学で、設置主体は学校法人鹿児島純心女子学園[2]。
- 1960年に1学科、入学定員80名体制で開学[3]、カトリック精神に基づいた教育に特色があり、現在の学科体制は2学科[注 2]からなる。
- 長崎県にあった長崎純心短期大学[注 3]や東京都にあった東京純心女子短期大学[注 4]とは同系列であるが、福岡県にある純真短期大学や埼玉県にある埼玉純真短期大学とは全くの別系列である。

### 建学の精神（校訓・理念・学是）
- 鹿児島純心女子短期大学の教育理念は、「キリスト教ヒューマニズムに基づく命を育む知性と愛」となっている。

### 教育および研究
- 鹿児島純心女子短期大学はカトリック精神に基づいた教育がベースとなっていることから、「聖母行列」や「修養会」といった宗教的行事が行われているのが特徴の一つとされている。また、全国の短大でも少数の服飾系カリキュラムが用意されている。

### 学風および特色
- 鹿児島純心女子短期大学の特色として、英語科では体験を活用した実践的カリキュラムが組まれている。英語を使用する機会を充実させるため、学内にある英語学習寮での共同生活体験や海外研修を行ったりしている。TOEICをはじめ学生の英語運用能力が高い短大としても有名である。また、制服の着用が義務付けられている短大でもある。

## 沿革
- 1933年
  - カナダのホーリーネームズ修道会（英語版）が聖名高等女学校を創設。
- 1940年
  - 長崎純心聖母会がこれを引き継ぎ、学校法人鹿児島純心高等女学校を設立。
- 1951年
  - 2月27日 学校法人が成立する[4]。
- 1960年
  - 1月20日 左記を以て文部省[注 5]より短期大学の設置が認可される[5]。
  - 4月1日 鹿児島純心女子短期大学として以下の学科体制にて開学する[6]。
    - 家政科 入学定員80名[7]

  - 5月1日 学生数[8]/定員
    - 家政科 70[注釈 1]/80
- 1967年
  - 4月1日 家政科の入学定員を80[9]→120[注釈 2]に増員し、かつ以下の通り専攻分離する[11]。
    - 生活専攻 入学定員80名
    - 食物栄養専攻 入学定員40名

  - 5月1日 学生数[12]/定員
    - 家政科 280[注釈 1]/200
- 1968年
  - 4月1日 家政科食物栄養専攻の入学定員を40[注釈 2]→80[13]に増員[注 6]。
  - 5月1日 学生数[16]/定員
    - 家政科 387[注釈 1]/280
- 1970年
  - 4月1日 家政科生活専攻を家政専攻と改称[17]。
- 1976年
  - 4月1日 家政科家政専攻の入学定員を80→160に増員[注 7]。
  - 5月1日 学生数[21]/定員
    - 家政科 525[注釈 1]/400
- 1979年
  - 4月1日 以下の学科を増設する[22]。
    - 英語科 入学定員80名[23]

  - 5月1日 学生数[24]/定員
    - 家政科 507[注釈 1]/480
    - 英語科 64[注釈 1]/80
- 1990年
  - 4月1日 学科及び専攻名を以下の通り変更[25]。
    - 家政科→生活学科
      - 家政専攻→生活学専攻[注 8]

  - 同 専攻科の設置が認められ、以下の課程を設ける[28]。
    - 生活学専攻 入学定員10名
    - 食物栄養専攻 入学定員15名

  - 5月1日 学生数[29]/定員
    - 生活学科 325[注釈 1]/300
      - 家政科 318[注釈 1]/240
      - 英語科 198[注釈 1]/160
- 1992年
  - 4月1日 専攻科食物栄養専攻が大学評価・学位授与機構に認定される。
    - 生活学専攻
    - 食物栄養専攻

  - 5月1日 学生数[注 9]/定員
    - 生活学科 716[注釈 1]/600
    - 英語科 205[注釈 1]/160
- 1994年
  - 4月1日 入学定員減を以下の通り行う[注 10]。
    - 生活学科生活学専攻 220→160
    - 英語科 80→70

  - 5月1日 学生数[35]/定員
    - 生活学科 746[注釈 1]/540
    - 英語科 202[注釈 1]/150
- 1997年
  - 4月1日 専攻科食物栄養専攻が修業年限2年制となる[36]。
- 1999年
  - 5月1日 学生数[37]/定員
    - 生活学科 639[注釈 1]/480
    - 英語科 195[注釈 1]/140
- 2002年
  - 4月1日 生活学科に以下の課程を増設する[38]。
    - こども学専攻 入学定員30名

  - 同 上記と引き換えに、定員減を以下の通り行う[38]。
    - 生活学科
      - 生活学専攻 160→130
      - 食物栄養専攻 80→40
- 2003年
  - 4月1日 専攻科食物栄養専攻の学生募集を最終とする[注釈 3]。
- 2004年
  - 4月1日 生活学科の一部課程について、以下の通り入学定員を変更する[40]。
    - 生活学専攻 130→120
    - こども学専攻 30→40
- 2010年
  - 4月1日 生活学科の一部課程について、以下の通り入学定員を変更する[41]。
    - 生活学専攻 120→105
    - こども学専攻 40→55
- 2014年
  - 1月 平成26年度大学入試センター試験参加短期大学の1校となる[42]。
  - 4月1日 学科の入学定員を以下の通り変更する[43]。
    - 生活学科こども学専攻 55→65
    - 英語科 70→60
- 2015年
  - 1月 平成27年度大学入試センター試験参加短期大学の1校となる[44]。
- 2016年
  - 1月 平成28年度大学入試センター試験参加短期大学の1校となる[45]。
- 2025年
  - 1月24日 2026年度以降の学生募集停止を発表。在校生が卒業後、閉校予定。

## 基礎データ

### 所在地
- 鹿児島県鹿児島市唐湊4-22-1

### 象徴
- カレッジマークは「心」という文字に、聖母マリアの5つの御徳である「謙遜」・「勤勉」・「純潔」・「信頼」・「愛徳」を音楽の五線に図案化されたものとなっている[注 11]。

## 教育および研究

### 組織

#### 学科
- 生活学科
  - 生活学専攻 入学定員105名[2]
    - 現代ビジネスコース
    - デザイン表現コース

  - 食物栄養専攻 入学定員40名[2]
  - こども学専攻 入学定員65名[2]
- 英語科 入学定員60名[2]

#### 専攻科
- 現在はなし。但し、過去には以下の課程があった。
  - 生活学専攻 入学定員10名[47]
  - 食物栄養専攻 入学定員15名[注 12]。

#### 別科
- なし

#### 取得資格について
教職課程
- 中学校教諭二種免許状
  - 家庭：生活学科生活学専攻
  - 英語：英語科
- 幼稚園教諭二種免許状：生活学科こども学専攻[注 13]
- 養護教諭二種免許状：生活学科生活学専攻生活ウエルネスコース
- 栄養教諭二種免許状：生活学科食物栄養専攻

資格
- 栄養士：生活学科食物栄養専攻
- 保育士：生活学科こども学専攻
- 司書教諭：生活学科生活学専攻生活クリエイティブコース
- 司書：生活学科生活学専攻生活ビジネスコース
- その他、詳細はホームページを参照にされたい。

#### 附属機関
- 図書館
- 地域人間科学研究所
- こども発達臨床センター：子育ての支援活動や相談を行っている。
- 生涯学習センター

### 研究
- 『鹿児島純心女子短期大学研究紀要』[50]
- 鹿児島純心女子短期大学江角学びの交流センター地域人間科学研究所/編『地域・人間・科学』[51]

### 教育
- 特色ある大学教育支援プログラム
  - 2004年、英語科の「モチベーションを高める体験型英語教育」において採択された。全寮制と海外研修を活用している。

## 学生生活

### 部活動・クラブ活動・サークル活動
- 鹿児島純心女子短期大学のクラブ活動には文化系・体育系の各種がある。正式に公表されているクラブを以下一部紹介する。
  - 体育系：サッカー・バスケットボール・バレーボール・テニス・バドミントンほか。
- 文化系：アナウンス・華道・茶道・書道・陶芸・園芸・写真・美術・映画研究会・カトリック研究ほか。

### 学園祭
- 鹿児島純心女子短期大学の学園祭は「純大祭」と称され、毎年概ね10月におこなわれる。舞台発表として、こどもバンド・ゴスペルのほか浴衣・着物・ワンピース・ドレスなどを着てのファッションショーなどがある。ほか、バザーやお茶会、琉球舞踊などもある。学園祭の収益金は、日本赤十字社に寄付される。2007年で30回目を迎えた。

## 大学関係者と組織

### 大学関係者一覧

#### 出身者
- 中村朋美：フリーアナウンサー
- 池上美弥子：フリーアナウンサー
- 宮之原明子：実業家、プロデューサー

## 施設

### キャンパス
- 交通アクセス：JR指宿枕崎線郡元駅下車。

### 学生食堂
- 学内にある。
- 株式会社アンフィが経営している。

### 寮
- 英語科学生を対象としたセント・メリー寮がある。

## 対外関係

### 他大学との協定
- セント・エリザベス大学ほか

### 姉妹校
- 鹿児島純心大学（旧：鹿児島純心女子大学）
- 長崎純心大学
- 東京純心大学
- 純心女子短期大学：募集は2004年度まで
- 東京純心女子短期大学：募集は1995年度まで

### 系列校
- 鹿児島純心女子中学校・高等学校

## 社会との関わり
- 英語教育シンポジウムを実施している。

## 卒業後の進路について

### 編入学・進学実績
- 系列の鹿児島純心大学ほか以下の実績がある。
- 生活学科
  - 生活学専攻：佐賀大学・鹿児島大学・下関市立大学・愛知産業大学・安田女子大学・徳島文理大学・久留米大学・志學館大学ほか
  - 食物栄養専攻：佐賀大学文化教育学部・くらしき作陽大学ほか
  - こども学専攻:
- 英語科：玉川大学・フェリス女学院大学・同志社女子大学・立命館大学・関西外国語大学・活水女子大学ほか